# Campeonato Europeo de Karate de 2026
El LXI Campeonato Europeo de Karate se celebrará en Fráncfort (Alemania) entre el 20 y el 24 de mayo de 2026 bajo la organización de la Federación Europea de Karate (EKF) y la Federación Alemana de Karate.
Las competiciones se realizarán en el Eissporthalle Frankfurt de la ciudad alemana.